# ПЦБК
ПЦБК (Пермская целлюлозно-бумажная компания) — Пермская целлюлозно-бумажная компания основана в 1959 году. Является одним из крупнейших предприятий гофроупаковочной отрасли России. ПЦБК – вертикально интегрированная компания, оказывающая услуги широкого спектра: от переработки сырья и производства полуфабриката до выпуска и реализации готовой продукции. Полный цикл производства позволяет предлагать индивидуальные упаковочные решения для бизнеса, работающего в пищевой, химической, мебельной и других отраслях. Главные производственные площадки предприятия расположены на берегу реки Чусовой, а также в городах Пермь и Добрянка.

## История

### Основание компании
В 1951 году по распоряжению Совета Министров СССР от 27 декабря № 25028-р и приказа Министра бумажной и деревообрабатывающей промышленности от 31 декабря № 498 принято решение о начале строительства Левшинского древесно-массного завода. Фундамент целлюлозно-бумажного комбината был заложен на берегу реки Чусовой вблизи станции Голованово.
В 1952 году Совет Министров СССР издал приказ о начале строительства Левшинского древесно-массового завода. Директором строящегося Левшинского ДМЗ был назначен Георгий Павлович Михайлов.
В течение последующих восьми лет построены распиловочно-окорочный цех, лесная биржа, дифибрёрный цех, ЛЭП-110кВ, районная подстанция, котельная, склад готовой продукции, насосные станции первого и второго подъема для подачи воды. К сдаче Левшинского ДМЗ в эксплуатацию, заводом построено и введено в строй 3,3 тыс.кв. метров жилой площади, а также школа на 280 мест, детсад на 100 мест, детские ясли на 60 мест, продовольственный магазин, амбулатория на 50 посещений в смену, баня на 24 места. В декабре 1958 года строительство завода было закончено.

### Первая партия бумажной массы
29 апреля 1959 года введена в строй I очередь Левшинского древесно-массного завода и выработана первая партия древесной массы. Именно этот день считается Днем рождения компании. 29 апреля 1959 года завод получает официальное наименование Пермский целлюлозно-бумажный комбинат, его основание связывают с первой выработкой бумажной массы.
Актом комиссии Пермского совнархоза от 28 ноября 1959 года № 1334 был принят в эксплуатацию Левшинский древесно-массный завод мощностью 100  т. тонн белой древесной массы, как первой очереди бумкомбината. Было решено принятое предприятие впредь именовать «ПЕРМСКИЙ БУМКОМБИНАТ».
7 апреля 1960 года вышло постановление ЦК КПСС и СМ СССР № 478 "О строительстве 2-й очереди Пермского бумкомбината". Проектом предусматривался выпуск полуцеллюлозы, тарного картона, бумаги, гофротары и обоев. Строительство объектов второй очереди началось в 1962 году.
Во время строительства второй очереди комбинат возглавил Досифей Павлович Лебедев (с сентября 1960 года по апрель 1969 г.)
В 1965 году завершено строительство вторых в Советском Союзе сооружений по очистке стоков. В следующем году был введен в эксплуатацию цех нейтрально-сульфитной полуцеллюлозы. Кроме этого была произведена варка полуцеллюлозы на натриевой основе. Также строители закончили сооружение корпуса картонно-бумажной фабрики.

### Начало производства упаковочных материалов
В 1968 году введена в эксплуатацию первая бумагоделательная машина Б-21. В этом же году выпустила первую тонну картона вторая БДМ КП-06. Предприятие начинает экспортировать продукцию.
С 1969 года руководил комбинатом Дмитрий Федорович Пузанов. В сентябре 1974 г. Д.Ф. Пузанов был переведен директором ЦБК на о. Сахалин.

### Начало производства гофропродукции
В 1970 году введен в эксплуатацию цех гофротары. И уже в следующем году создано собственное обойное производство, которое впоследствии даст начало торговой марке пермских обоев, хорошо знакомой потребителям России и ближнего зарубежья. В последующие годы происходит активное развитие производства.
С сентября 1974 года по июнь 1980 года четвертым директором комбината был назначен Скочилов Александр Алексеевич. Он проявлял постоянную заботу о повышении культуры производства, благоустройстве территории комбината и микрорайона бумажников, воспитанию кадров и укреплению трудовой дисциплины.

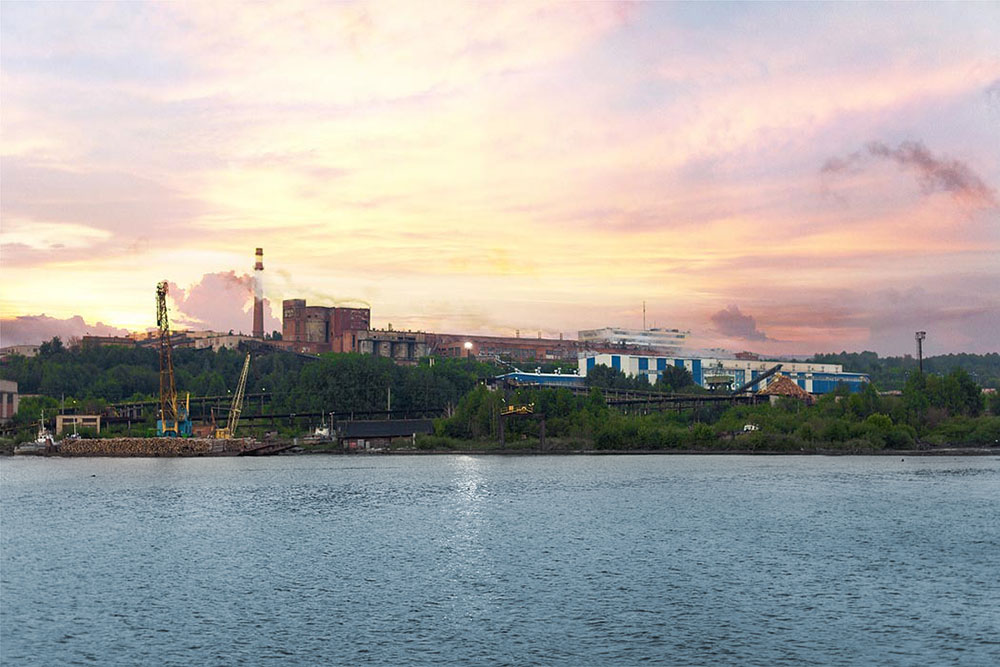
Первая производственная площадка Пермского целлюлозно-бумажного комбината.

23 июля 1976 года приказом Министра целлюлозно-бумажной промышленности № 199 на базе Пермского бумажного комбината создан Пермский целлюлозно-бумажный комбинат.
В 1980 году Пермский целлюлозно-бумажный комбинат возглавлял Геннадий Юлиусович Тольман, бывший секретарь парткома комбината. При Тольмане огромное внимание уделялось жилищному строительству: был разработан проект застройки 3-го квартала жилого микрорайона многоэтажными домами. Хозяйственным способом, силами работников комбината начали строить жилые дома.
В июне 1987 года директором Пермского ЦБК был избран Борис Васильевич Изотов. В период его директорства (до 1995 года) на ПЦБК началась приватизация (акционирование) комбината. ПЦБК разделился на несколько предприятий, расцветал бартерный обмен.
С 1995 по 1997 году директором комбината был избран Николай Федорович Зеленин. Возглавив предприятие в разгар экономического кризиса, он не сумел предпринять каких-либо серьезных действий. В 1997 году был переведен на должность главного инженера на заводе Шпагина.
В апреле 1998 года Генеральным директором ОАО «Пермский ЦБК» стал Александр Юрьевич Бойченко.  В этом же году началась реконструкция и модернизация производства.

### Запуск второй производственной площадки

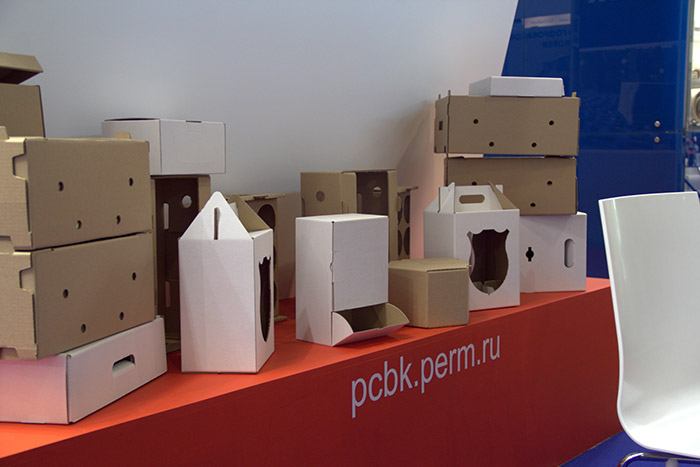
ГП «ПЦБК» в Перми производит более 500 различных типоразмеров гофроупаковки, в том числе изделий сложной конфигурации по индивидуальным размерам заказчика.

В 2000 году  выбрана площадка для строительства нового гофроцеха в микрорайоне Велта. В 2001 году на 2-й производственной площадке в м/р Велта введен в эксплуатацию второй гофроцех, в котором установлено новейшее европейское оборудование.
В 2004 году создана Группа предприятий «ПЦБК». Реорганизация произошла с целью повысить эффективность работы и управления каждого предприятия группы. И уже в следующем году начато строительство новой бумажной фабрики на 1-й производственной площадке.

### Запуск картонно-бумажного цеха №2
В 2007 году открыт новый картонно-бумажный цех №2. В этом же году стартовал крупный инвестиционный проект по увеличению мощности гофропроизводства на 2-й производственной площадке. Закуплено и установлено современное оборудование ведущих западных фирм.

### Модернизация второй производственной площадки
В декабре 2009 года модернизированный гофроцех введен в эксплуатацию. По уровню оснащенности он стал первым в России. Мощности ПЦБК по выпуску гофропродукции увеличились в два раза. В этом же году ПЦБК стал участником Российской Ассоциации организаций и предприятий целлюлозно-бумажной промышленности.
В 2012 году стратегия предприятия «Клиентоориентированность: 5 шагов навстречу клиенту» получила премию Lesprom Awards-2012, которая является единственной профессиональной наградой в российской лесной промышленности. В этом же году высокий стандарт продукции ПЦБК подтвержден Всероссийской организацией качества. Предприятие награждено дипломом «Российское качество». В этом же году Генеральным директором ПЦБК стал Александр Николаевич Сухановский.
2013 году проведена точечная модернизация производства: на картоноделательной машине КП-06 установлен клеильный пресс, который существенно улучшает качество и проклейку картона, а также снижает себестоимость готового изделия. На гофропроизводстве приобретена и смонтирована новая линия склейки гофроящиков сложной конфигурации.
В марте 2013 года «ПЦБК» совместно с АО «Соликамскбумпром» организуют отраслевую научно-практическую  конференцию «Перспективы развития техники и технологий в целлюлозно-бумажной и лесоперерабатывающей промышленности». С этого момента конференция становится ежегодной и  объединяет молодых специалистов, ученых, преподавателей вузов, техникумов, школ, студентов и школьников с целью сокращения дистанции между образовательным процессом и практическим производством.

### Запуск новой линейки инновационного картона с защитными свойствами RCB

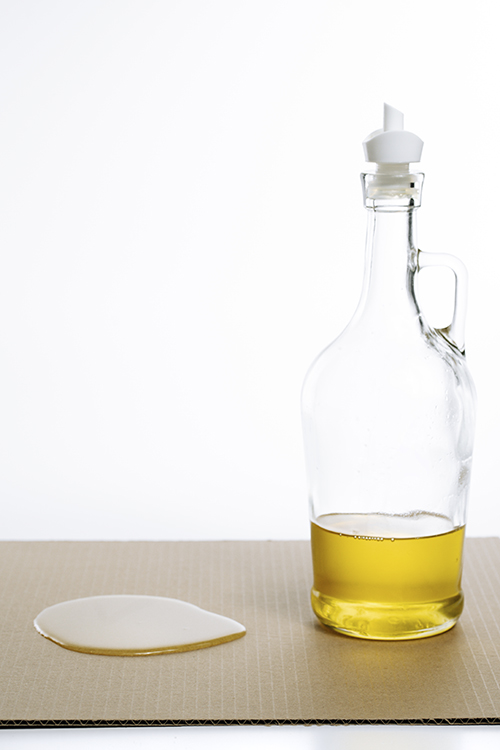
«Стойкий картон»: Экспериментально доказано, что упаковка из жиростойкого картона выдерживает воздействие масла и влаги до 10 дней.

В 2014 году компания запустила новую линейку инновационного картона с защитными свойствами RCB («Стойкий картон»): влагопрочный и жиростойкий картон. Аналогов такой продукции нет в России. Отраслевая научно-практическая конференция в ЦБП приобретает статус Всероссийской. К обсуждению тенденций развития отрасли присоединяются представители власти, бизнеса и образовательных учреждений из разных регионов страны.
В 2015 году Группа предприятий «ПЦБК» вышла на европейский рынок с бумагой для гофрирования PRIME-fluting, которая является экологичным продуктом и вырабатывается из целлюлозы высокого выхода. Линейка RCB-«Стойкий картон» стала победителем премии Lesprom Awards в номинации «Инновация года».

### Запуск уникального сервиса для Клиентов «Личный кабинет»
В 2016 году компания запустила уникальный сервис для Клиентов «Личный кабинет», который позволяет оперативно и круглосуточно получать информацию: о сроках готовности заказа, о времени отгрузки, об остатках продукции и о взаиморасчетах. В Год инноваций ПЦБК вошла в рейтинг крупнейших компаний лесопромышленного комплекса России.

### Реализация проекта «Сила картона»
В 2017 году стартовал инвестиционный проект «Сила картона», который предусматривал глубокую модернизацию старейшей картоноделательной машины КП-06, установку новой линии подготовки макулатурной массы фирмы Kadant Lamort и реновацию здания картонно-бумажного цеха. Проект был поддержан Правительство Пермского края. Инвестором выступил банк ВТБ.
В 2018 году расширение гофропроизводства. Приобретены и смонтированы две линии переработки в гофроцехах. Они позволяют увеличить производство качественной гофроупаковки для различных потребителей.
В апреле 2019 года состоялась официальная презентация модернизированной машины. Проект ПЦБК «Сила картона», получивший статус приоритетного инвестиционного проекта Пермского края, был завершен. Благодаря ему компания сможет решить задачу импортозамещения и обеспечить российских представителей качественной продукцией ЦБП.

### Реализация проекта «Сила бумаги»
В 2020 году на ПЦБК завершен первый этап инвестиционного проекта «Сила бумаги». И уже в 2022 году стартовал второй этап инвестиционного проекта «Сила бумаги» по модернизации бумагоделательной машины (БДМ-2).

### Модернизация Фосбера
В 2023 году на двух гофроагрегатах провели ротацию поперечных резок. Эти узлы оборудования отвечают за нарезку полотна горокартона на заготовки определённой длины. На агрегате Фосбер установили резку аналогичной марки, что позволило увеличить скорость работы гофроагрегата на 15%.

## Собственники и руководство
В 1974 году руководить предприятием начал Александр Алексеевич Скочилов . При его руководстве была проделана работа по развитию производства, внедрению прогрессивной технологии, а также смонтирована и запущена импортная линия по производству гофроящиков фирмы «Мариус Мартин». Александр Скочилов занимался благоустройством территории комбината и микрорайона Голованово.  Под его руководством  была построена поликлиника, создавались новые улицы, строились жилые дома. Для детей работников комбината на берегу Камы построили пионерский лагерь.
В 1980 году Пермский целлюлозно-бумажный комбинат возглавлял Геннадий Юлиусович Тольман. В июне 1987 года директором Пермского ЦБК был избран Борис Васильевич Изотов. С 1995 по 1997 год директором комбината был избран Николай Федорович Зеленин.
В 1998 году ПЦБК возглавил Александр Юрьевич Бойченко. В период с 2012 по 2020 год пост генерального директора ЗАО «ПЦБК» (управляющая компания Группы предприятий «ПЦБК») занимал Александр Николаевич Сухановский.

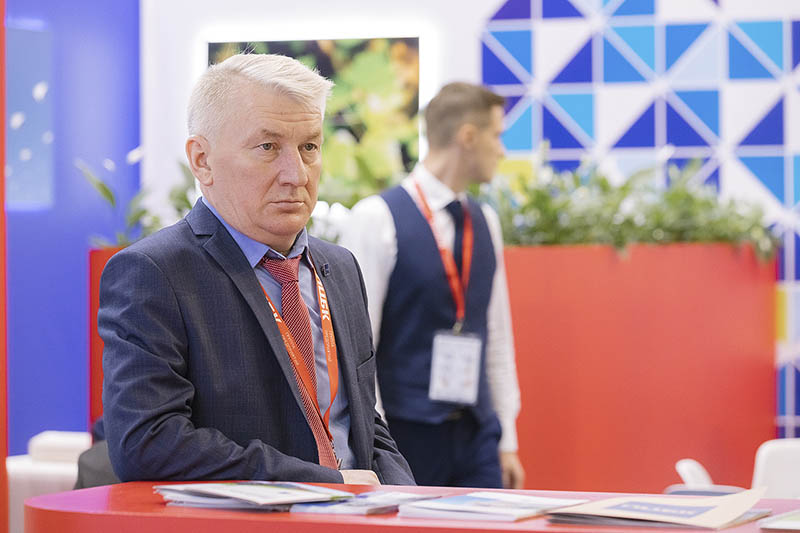
В сентябре 2020 года генеральным директором предприятия назначен Юрий Алифонович Марков.

### Руководство[12]
| ФИО                             | Должность                                   |
| ------------------------------- | ------------------------------------------- |
| Юрий Алифонович Марков          | Генеральный директор                        |
| Колпаков Юрий Валентинович      | Заместитель генерального директора          |
| Губин Антон Андреевич           | Заместитель генерального директора          |
| Бондарев Дмитрий Анатольевич    | Директор по производству и развитию         |
| Кочетков Александр Владимирович | Директор производства гофротары             |
| Зиньковская Наталья Евгеньевна  | Директор департамента финансов              |
| Коршунова Ольга Викторовна      | Директор департамента управления персоналом |

## Деятельность

#### Состав ГП «ПЦБК»
В состав Группы предприятий «ПЦБК» входят:
1. ЗАО «Пермская целлюлозно-бумажная компания».
2. ООО «Прикамский картон».
3. ООО «Уралбумага».[13]

#### Продукция  ГП «ПЦБК»
В настоящее время основной продукцией компании являются:
- Бумага для гофрирования целлюлозная (флютинг).
- Картон для плоских слоев макулатурный (тестлайнер).
- 2, 3 и 5-ти слойный гофрокартон.
- Облицовочный картон для гипсовых листов макулатурный.
- Стойкие картоны (влагопрочный, жаростойкий и огнестойкий).
- Гофроупаковка.

### Награды и достижения

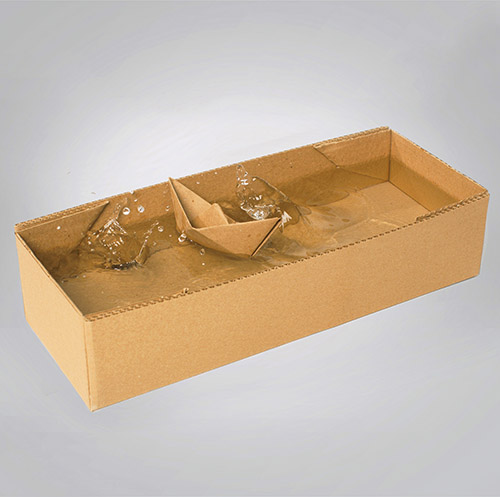
Влагопрочный картон Water-RCB: Сравнение образцов влагопрочного картона показало, что при влажности 95% верхний уровень прочности (ЕСТ) выше на 30% по сравнению с обычным гофрокартоном.

#### Lesprom Awards-2012
Группа предприятий «ПЦБК» вошла в ТОП-50 лесопромышленных компаний в России и заняла 12 место по версии журнала «Лесная индустрия». В 2012 году Пермская целлюлозно-бумажная компания стала лауреатом Всероссийской лесопромышленной премии Lesprom Awards в номинации «Самая успешная стратегия года».

#### Lesprom Awards-2013
Одно из главных мест в деятельности ПЦБК занимает внедрение наукоемких технологий. В 2013 году пермские ученые, совместно с технологами предприятия, разработали линейку инновационного картона, которая получила название «Стойкий картон» или Resistance CartonBoard (RCB).
В линейку такого картона входят:
- влагопрочный картон Water-RCB;
- жиростойкий картон Oil-RCB;
- огнестойкий картон Fire-RCB;
- иозащитный картон Bio-RCB.[17]

Продукция в линейке RCB имеет свою фирменную символику - для каждого вида материала используется отдельный логотип и индивидуальные эмблемы.
Какими свойствами обладает «Стойкий картон»:
1. Повышенная прочность. При агрессивных/экстремальных условиях среды.
2. Экологичная упаковка. Пригодна к вторичной переработке и проста в утилизации.
3. Безопасная продукция. Наличие сертификатов позволяет использовать ее для упаковки пищевых продуктов.

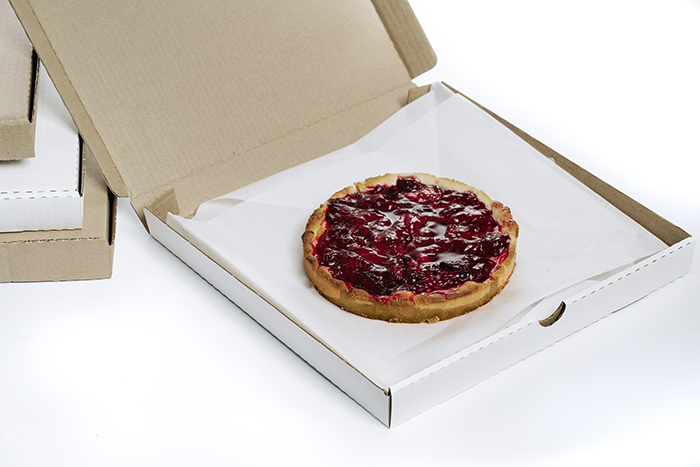
Жиростойкий картон Oil-RCB: Использование Oil-RCB на внутреннем слое гофроящика исключает необходимость применения полиэтиленовых и пергаментных прокладок и позволяет сохранить безупречный вид упаковки.

Серия специальных видов картона под маркой RCB - «Стойкий картон» стала победителем Всероссийской лесопромышленной премии Lesprom Awards в номинации «Инновация года».

#### Конференции «Перспективы развития техники и технологии в целлюлозно-бумажной промышленности»
С 2013 года Группа предприятий «ПЦБК» является одним из организаторов региональной научно-практической конференции «Перспективы развития техники и технологии в целлюлозно-бумажной промышленности», которая с 2014 года получила статус Всероссийской отраслевой научно-практической конференции. Целью конференции является обмен новыми технологиями, внедрение инновационных идей и научных разработок в производство, укрепление связей между учебными заведениями и предприятиями в подготовке кадров.

#### PART Awards-2013
Продукция Группы предприятий «ПЦБК» получила престижную награду PART Awards-2013 Гофроупаковка, выпускаемая Группой предприятий «ПЦБК», признана лучшей в номинации «Промышленный дизайн года».

#### Выпуск 5-миллионной тонны продукции
В 2013 году Группа предприятий «ПЦБК» подвела предварительные производственные итоги года и анонсировала выпуск 5-миллионной тонны продукции. Впервые были открыто продемонстрированы широкой аудитории производственные мощности ПЦБК, который сегодня является одним из самых технологически оснащенных предприятий целлюлозно-бумажного комплекса. Это было сделано в рамках совместного пресс-тура Пермской Торгово-Промышленной палаты и ПЦБК.

#### Благодарственное письмо губернатора Пермского края к 300-летнему юбилею столицы
В августе 2023 года на заседании краевого правительства глава региона Дмитрий Махонин вручил благодарственные письма губернатора Пермского края руководителям промышленных предприятий и компаний за вклад в благоустройство парков и скверов в целях создания благоприятных условий для отдыха жителей Перми к 300-летнему юбилею столицы. В церемонии награждения принял участие генеральный директор ПЦБК Юрий Марков.
«Премия первых»
В декабре 2023 года медиахолдинг «РБК-Пермь» отметил Пермскую целлюлозно-бумажную компанию в ежегодной «Премии первых». ПЦБК победила в номинации «Первый в международном признании». Премию предприятию присудили за новые отраслевые союзы, развитие деловых отношений с Китаем и увеличение объёмов экспорта. В ноябре 2023 года ПЦБК приняла участие в Китайской международной выставке бумажной промышленности и бумагоделательного оборудования в г. Фучжоу. Стенд предприятия был организован совместно с официальным дистрибьютором продукции ПЦБК в Китае – компанией Юнь Чоу АРВМ.

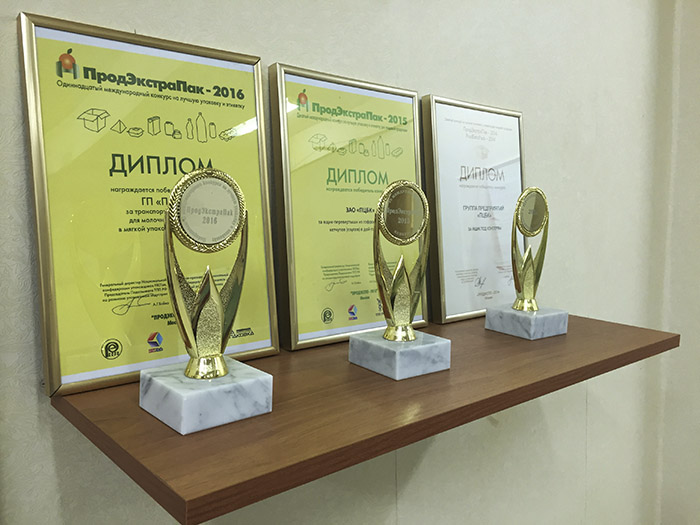
Награды ПродЭкспоПак (2014-2016 гг.)

### Участие на отраслевых выставках
ПЦБК является постоянным участником отраслевых выставок:
- RosUpack, Москва, ежегодно;
- Pap-For Russia, Санкт-Петербург, каждые два года.

Высокое качество продукции компании ежегодно подтверждается победами в профессиональных конкурсах упаковщиков.
| Период участия | Наиболее яркие достижения ПЦБК за участие на отраслевых выставках |
| -------------- | --- |
| 2011           | Победа во всероссийском конкурсе «Гранд-звезда Россия» за лучшую российскую упаковку. Стоит отметить, что в конкурсах побеждает не специально созданный для выставки товар, а реально производимая и отгружаемая нашим Клиентам продукция. |
| 2011-2020      | Победы во всероссийском конкурсе «ПродЭкстраПак» за лучшую упаковку для продовольственных товаров и напитков в номинациях «Транспортная тара» и «Упаковка».                                                                                |
| 2013-2018      | Победы в открытой евразийской премии «PART Awards» в номинациях «Производитель года» и «Промышленный дизайн года». |
| 2019           | Победа в международном конкурсе Всемирной организации упаковщиков «WorldStar Packaging Awards-2020» в категории «Пищевая упаковка». |

### Профессиональное сообщество
Помимо успехов в производственной деятельности ПЦБК занимает активную социальную и общественную позицию. Предприятие является членом профессиональных ассоциаций:
- Российская Ассоциация организаций и предприятий целлюлозно-бумажной промышленности (РАО БУМПРОМ) — некоммерческая организация, стратегическая цель создания которой заключается в гармонизации интересов отраслевого бизнес-сообщества и власти, общества и науки;
- Саморегулируемая организация Ассоциация «Лига переработчиков макулатуры» создана в 2012 году с целью поддержки деятельности предприятий в области переработки отходов целлюлозно-бумажной промышленности. В состав ассоциации входят более шестидесяти российских предприятий. Основными направлениями деятельности Лиги ПМ является работа по формированию отрасли переработки вторичных ресурсов, разработка законодательных инициатив, аналитика и экспертное прогнозирование тенденций отрасли;
- Национальная конфедерация упаковщиков (НКПак) – отраслевое объединение, действующее в сфере упаковки. В состав «НКПак» входят предприятия, организации, союзы и ассоциации, занятые в производстве и применении упаковочных материалов, изделий и оборудования.[26]